# Vandhane
En vandhane eller hane er et mindre udtag fra en vandledning. Den kan fx være på eller i en bygning. Hanens dimension betyder, at der kun kan gennemstrømme en begrænset mængde vandhanevand. Inde i husstandene kan der tappes fra både en koldtvandsledning og en varmtvandsledning, mens det uden for sjældent er muligt at tappe andet end koldt vand.
Hanen er udstyret med en form for studs/ventil, hvormed brugeren kan regulere vandudstrømningen og helt afbryde den.
Filtret, der sidder yderst på en vandhanes hals, kaldes en luftblander.
En speciel type vandhane er blandingsbatteriet, hvor varmt og koldt vand blandes sammen via en regulering og føres ud ad samme udløbsrør. Blandingsbatterier sås allerede i Romerriget, og de er nu udbredte i moderne køkkener og badeværelser.

## Berøringsfri vandhane
En berøringsfri vandhane har nogle fordele og ulemper. Fordele er vandbesparelse, lettere vask af hænder og bedre hygiejne. Ulempen er at vandhanen bliver afhængig af elektronik som kan gå i stykker. Hvis der er indbygget automatisk blandingsbatteri i den berøringsfri vandhane, bør man ikke drikke dens vand.